# Dion Sanderson
Dion Dannie Leonard Sanderson (sinh ngày 15 tháng 12 năm 1999) là một cầu thủ bóng đá chuyên nghiệp người Anh hiện đang thi đấu cho câu lạc bộ Birmingham City theo dạng cho mượn từ Wolverhampton Wanderers. Anh đã từng có thời gian thi đấu cho Cardiff City, Sunderland và Queens Park Rangers theo dạng cho mượn.